# Brita Christina Sparre (1741–1766)
Brita Christina Sparre af Sundby, född 11 januari 1741, död 27 maj 1766 i Stockholm, var en svensk grevinna och målare.

## Biografi
Brita Christina Sparre var dotter till överståthållaren Axel Wrede-Sparre och grevinnan Margareta Augusta Törnflycht och från 1761 gift med friherre Fredrik Sparre och mor till Ulrika Augusta Sparre samt syster till Ulrika Sofia Adlerfelt, Carl Axel Sigge Wrede-Sparre och Louise Meijerfeldt samt mormor till Christina Charlotta Wrangel af Sauss.
Sparre var konstnärligt begåvad och tillhörde den krets kring Carl Gustaf Tessin som på Åkerö bidrog med illustrationer till Tessins handskrivna fabelsamling som han sammanflikade för en tillkommande Åkeröfru. Tessin beskrev i inledningen hennes konstnärliga förmåga med att hon målar infattningar och slutvignetter så nätt som en ängel.